# Flercsillag
A flercsillag olyan változócsillag, amelynek fényessége időről-időre előjelek nélkül, kitörésszerűen, néhány percnyi időtartamra jelentősen megnő. E kitörések mechanizmusa hasonló a Napon megfigyelhető flerekéhez, amelyek a csillag légkörében felhalmozódott mágneses energia felszabadulása következtében jönnek létre. A felfénylés a teljes elektromágneses spektrumot érinti a röntgensugárzástól a rádióhullámokig. Az első flercsillagokat (V1396 Cygni, AT Microscopii) 1924-ben fedezték fel,[forrás?] a legismertebb azonban az UV Ceti, amelynek kitörését először 1948-ban figyelték meg, és amelyről az ilyen csillagokat UV Ceti típusú változóknak is nevezik.
A legtöbb flercsillag halovány vörös törpe, bár újabb kutatások szerint barna törpék is produkálhatnak flerkitöréseket.[forrás?] Ugyancsak megfigyelhetők ilyenek a – nagyobb tömegű – RS Canum Venaticorum típusú változók (RS CVn) esetében, ott azonban a kiváltó ok egy kísérő csillag hatására a változócsillag mágneses mezejében keletkezett zavar. Emellett (a Kepler űrtávcső felbocsátása előtt) ismert volt kilenc Nap-típusú csillag is, amelyek ún. szuperflereket produkáltak, majd ezek száma a Kepler révén jelentősen megnőtt. Korábbi elképzelések szerint a szuperflereket az RS Canum Venaticorum típusú változókhoz hasonlóan egy kísérő, ez esetben egy forró Jupiter típusú bolygó váltja ki, a Kepler megfigyelései nyomán azonban ez kizárható (a várakozásokkal ellentétben ilyen kísérőt egyetlen esetben sem találtak).

## Közeli flercsillagok
A flercsillagok csekély fényessége miatt az ismert példányok valamennyien a Naprendszer 1000 fényéves körzetében találhatók.

### Proxima Centauri
A Nap legközelebbi szomszédja is flercsillag Bár jóval kisebb a Napnál, a benne fellépő konvekciós áramlások keltette mágneses mező hatására kialakuló flertevékenység révén röntgensugárzása akkora, mint csillagunké.

### Wolf 359
A Wolf 359 (más néven Gliese 406 vagy CN Leo) szintén közeli szomszédunk (távolsága 2.39 ± 0.01 parsec). M6.5 színképosztályú, röntgensugárzó csillag. UV Ceti-típusú flercsillag, kitörései viszonylag gyakoriak.
Mágneses mezejének átlagos erőssége 2,2 kilogauss (kG) (0,2 tesla (T)), ez azonban akár hat órán belül is jelentősen változhat. Összehasonlításul, a Nap mágneses mezejének erőssége átlagosan 1 G (100 µT), vagyis több mint 2000-szer kisebb (bár napfoltok környezetében a 3 kG-t (0,3 T) is elérheti.

### Barnard-csillag
A Barnard-csillag a Földhöz negyedik legközelebbi csillag (a Napon kívül). 7–12 milliárd éves, azaz jóval idősebb, mint a Nap. Sokáig nyugodt, csekély aktivitású csillagnak gondolták, 1998-ban azonban erőteljes flerkitörést észleltek rajta.

### TVLM513-46546
A TVLM 513-46546 egy nagyon kis tömegű, M9 színképosztályú flercsillag flare star, közel a vörös törpéket a barna törpéktől elválasztó határhoz. Az Arecibo Obszervatóriumban végzett megfigyelések szerint flerkitörései 1 századmásodpercnyi pontossággal 7054 másodpercenként követik egymást.

### 2MASS JJ18352154-3123385 A
A 2MASS J1835 kettőscsillag nagyobb tömegű komponense. M6.5 színképtípusú. Erős röntgensugárzása flercsillagra utal, bár kitörését még soha nem figyelték meg.

### DG CVn
2014. április 23-án a DG CVn csillagon figyelte meg a Swift űrteleszkóp az eddig észlelt legerősebb, legforróbb és leghosszabban tartó flerkitörés-sorozatot. A sorozat első kitörése 10 000-szer erősebb volt a korábban valaha megfigyelt ilyen eseménynél.

## Fordítás
- Ez a szócikk részben vagy egészben  a   Flare star című angol Wikipédia-szócikk ezen változatának fordításán alapul.  Az eredeti cikk szerkesztőit annak laptörténete sorolja fel. Ez a jelzés csupán a megfogalmazás eredetét és a szerzői jogokat jelzi, nem szolgál a cikkben szereplő információk forrásmegjelöléseként.